# Clinopleura flavomarginata
Clinopleura flavomarginata är en insektsart som beskrevs av Scudder, S.H. 1900. Clinopleura flavomarginata ingår i släktet Clinopleura och familjen vårtbitare. Inga underarter finns listade i Catalogue of Life.